# 循環 (流体力学)
流体力学における循環 (じゅんかん、英: circulation) とは流体の速度をひとつの閉曲線について積算して得られる量である。循環は文字 Γ で表されることが多い。対象とする閉経路で囲われた領域の渦度積算量でもあり、渦運動の強度を表すために使われうる。非粘性バロトロピック流体の保存外力下では流れに沿って保存する。
対象とする閉曲線 C について、曲線の微小線要素ベクトルを dl、流体の速度を v とするときの循環 Γ は次式
{\displaystyle {\Gamma }=\oint _{\mathrm {C} }{\boldsymbol {v}}\cdot \mathrm {d} {\boldsymbol {l}}}
により得られる。

## 循環と渦度
ストークスの定理によって、循環は渦度と以下のように関連付けされる。
{\displaystyle {\begin{aligned}{\Gamma }=\oint _{\mathrm {C} }{\boldsymbol {v}}\cdot \mathrm {d} {\boldsymbol {l}}=\int _{\mathrm {S} }({\boldsymbol {\mathsf {rot}}}\,{\boldsymbol {v}})\cdot \mathrm {d} {\boldsymbol {S}}=\int _{\mathrm {S} }{\boldsymbol {\omega }}\cdot \mathrm {d} {\boldsymbol {S}}\end{aligned}}}
ただし、積分経路 C は閉曲線であるだけでなく、面積要素 S の境界 C = ∂S でなければいけない。ここで
{\displaystyle {\boldsymbol {\omega }}=\nabla \times {\boldsymbol {v}}={\boldsymbol {\mathsf {rot}}}\,{\boldsymbol {v}}}
は渦度である。

## 循環と渦定理
以下の定理が成り立つ。
- ケルビンの渦定理 「非粘性バロトロピック流体の保存外力下での流れにおいて、流体とともに動く閉曲線に沿う循環は時間的に不変である[1]。」
- ヘルムホルツの渦定理

「非粘性バロトロピック流体の保存外力下での流れにおいて、渦管は渦管として行動し、かつ、その強さは一定不変である」
- ラグランジュの渦定理 「非粘性バロトロピック流体の保存外力下での流れにおいて、渦は不生不滅である[2]。」

## 循環と揚力
フレデリック・ランチェスター、マルティン・ヴィルヘルム・クッタ、そして、ニコライ・ジュコーフスキーらがそれぞれ独立に、循環の概念を使って揚力を説明した。
非粘性流体の二次元非回転非圧縮流れにおいて、水平方向(x 方向)に一様な速度 U の流れを考える。奥行き方向単位長さあたりの物体にかかる力の鉛直成分(y 成分)、すなわち、揚力 L は物体を囲む閉曲線に沿った循環 Γ と流体の密度 ρ とを使って
{\displaystyle L=-\rho U{\Gamma }}
で表される。これはクッタ・ジュコーフスキーの定理と呼ばれる。